# Ángel Bilbao
Ángel Bilbao, más conocido como Chiquito de Abando, fue un pelotari español.

## Biografía
Nació en la anteiglesia vizcaína de Abando, a la que debía su apodo, en torno al año 1876. Estrenó joven su carrera como pelotari, pues con dieciséis años ya frecuentaba el frontón Jai Alai. Zaguero y considerado inventor de la jugada conocida como revés-aire, desarrolló la mayor parte de su trayectoria deportiva en Madrid. Según Antonio Peña y Goñi, su superioridad sobre la mayor parte de los jugadores era tal que dificultaba la organización de los partidos. Benito Mariano Andrade le dedicó las siguientes palabras en Carácter y vida íntima de los principales pelotaris (1894):

Alguien ha tachado al Chiquito de Abando de apático, y á mi juicio no va del todo descaminado el que tal ha dicho, pues es de notar en él muchas veces un si es no es de dejadez y poco entusiasmo en algunos partidos, sobre todo si el contrario es Pedrós, á quien teme como la oveja al lobo, ó si le llevan algunos tantos de ventaja y le han cansado algo, cosa que consiguen fácilmente sus contrarios con pocos esfuerzos, pues su flaco es precisamente la resistencia. Además, tiene algo así como de remolón cuando no va el partido á su gusto, y con una cara especial de niño mimado que tiene para estas ocasiones, se echa generalmente la mano al costado como quejándose de algún agudo dolor. Cuando esto hace, ya se puede contar que pierde el partido.
(Andrade, 1894, p. 58)